# Uruguayella repens
Uruguayella repens är en svampdjursart som först beskrevs av Hinde 1888.  Uruguayella repens ingår i släktet Uruguayella och familjen Spongillidae. Inga underarter finns listade i Catalogue of Life.